# Elecciones estatales del Estado de México de 1981
Las Elecciones estatales del Estado de México de 1981 se llevaron a cabo en dos rondas. En la primera, realizada el 5 de julio de 1981, se eligieron los siguientes cargos:
- Gobernador del Estado de México. Titular del Poder Ejecutivo del estado, electo para un periodo de seis años no reelegibles en ningún caso, el candidato electo fue Alfredo del Mazo González.
- 45 diputados del Congreso del Estado de México. 28 electos por el principio de mayoría relativa y 9 por representación proporcional para integrar la XLVIII Legislatura.

La segunda ronda de elecciones se realizó el 29 de noviembre de 1981 y en ella se eligieron los siguientes cargos:
- 121 ayuntamientos. Formados por un Presidente Municipal y regidores, electo para un período de tres años no reelegibles en ningún período inmediato.

## Desarrollo
En el Partido Revolucionario Institucional se presentaron seis aspirantes a ocupar la candidatura del partido: Román Ferrat Solá, Juan Monroy Pérez, Antonio Huitrón, Carlos Riva Palacio, Alfredo del Mazo González y Mario C. Olivera. En la elección del candidato participaron tres grupos políticos: El grupo encabezado por el entonces gobernador el estado, Jorge Jiménez Cantú; el grupo Atlacomulco, encabezado por Carlos Hank González, exgobernador del Estado de México y en ese momento regente del Distrito Federal; y el presidente de México, José López Portillo. El aspirante electo para ocupar la candidatura fue Alfredo del Mazo González, hijo del exgobernador del Estado de México Alfredo del Mazo Vélez y cercano al grupo Atlacomulco.
El Partido Acción Nacional postuló a Gonzalo Altamirano Dimas, el Partido Comunista Mexicano postuló al escritor Edmundo Jardón, el Partido Popular Socialista nominó a Alfredo Reyes Contreras y el Partido Socialista de los Trabajadores postuló a Elizabeth Corona. El Partido Auténtico de la Revolución Mexicana decidió postular al mismo candidato que el Partido Revolucionario Institucional y el Partido Demócrata Mexicano decidió no postular candato a la gubernatura del estado.
Para las elecciones municipales el Partido Revolucionario Institucional fue el único en postular candidatos en todos los municipios. El Partido Acción Nacional se presentó en 26 municipios, el Partido Popular Socialista en 22 municipios, el Partido Comunista Mexicano en 9 municipios, el Partido Socialista de los Trabajadores en 6 municipios y el Partido Demócrata Mexicano se postula en solo cuatro municipios.
El resultado de las elecciones fue la victoria abrumadora del Partido Revolucionario Institucional, como era común en la época. Alfredo del Mazo fue elegido gobernador con más del 80% de los votos a su favor. El partido también obtuvo todos los escaños de mayoría relativa del Congreso del Estado de México para conformar la XLVIII Legislatura y estableció ayuntamientos en 120 municipios. El único municipio en que no ganó fue Xonacatlán, donde el presidente municipal electo fue del Partido Popular Socialista.

## Resultados electorales

### Gobernador
|  | 82.4 % |

|  | 8.0 % |

|  | 3.1 % |

|  | 1.9 % |

|  | 1.9 % |

|  | 1.5 % |

|  | 1.3 % |

### Ayuntamientos
|  | 89.3 % |

|  | 6.2 % |

|  | 1.5 % |

|  | 1.3 % |

|  | 1.3 % |

|  | 0.4 % |